# アザーマン -もう一人の男-
『アザーマン -もう一人の男-』（The Other Man）は、2008年のアメリカ合衆国・イギリスのサスペンス映画。
監督はリチャード・エアー、出演はリーアム・ニーソンとアントニオ・バンデラスなど。
原作はベルンハルト・シュリンクの『逃げてゆく愛』（新潮社刊 ISBN 4102007121）所収の短編小説『もう一人の男』。
2008年9月に開催された第33回トロント国際映画祭で上映された。
日本では劇場未公開でビデオスルーとなり、DVDが2010年2月19日に発売された。海外ではBDも発売されている。

## ストーリー
愛する妻リサを亡くしたピーターは、ふとしたことから妻に愛人がいたことを知る。その愛人が住むミラノにやって来たピーターは正体を隠して彼に接近する。

## キャスト
※括弧内は日本語吹替
- ピーター: リーアム・ニーソン（大塚智則[7]）
- レイフ（本名はラルフ）: アントニオ・バンデラス（宮健一）
- リサ: ローラ・リニー（刀根麻理子）
- アビー（本名はアビゲイル）: ロモーラ・ガライ（結城飛鳥）

## 評価
批評家からは概ね否定的な評価を受けた。Rotten Tomatoesでは39件のレビュー中15%の支持率で、平均点は4.06/10となっており、批評家の一致した見解は「才能あるキャストの最善の努力にもかかわらず、『アザーマン -もう一人の男-』は、お喋りで、機知もなく、緊張感もない。」である。Metacriticでは8名の批評家レビューに基づいて34点となった。